# Edmond Hogan

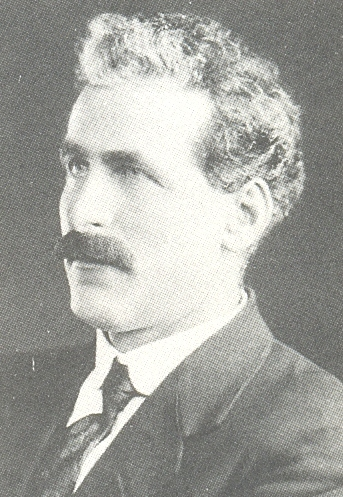
Edmond „Ned“ Hogan

Edmond „Ned“ John Hogan (* 12. Dezember 1883 in Wallace, Victoria; † 23. Dezember 1964 in Fitzroy, Melbourne, Victoria) war ein australischer Politiker der Australian Labor Party, später Parteiloser sowie zuletzt der Country Party, der unter anderem zwei Mal (1927 bis 1928, 1929 bis 1932) Premierminister von Victoria war.

## Leben
Edmond „Ned“ John Hogan, Sohn von Jeremiah Hogan, war als Holzarbeiter und Gewerkschafter tätig und wurde am 1. Februar 1913 für die Australian Labor Party bei einer Nachwahl (By-election) im Wahlkreis „Warrenheip“ erstmals Mitglied der Victorian Legislative Assembly, des Unterhauses des Parlaments, und gehörte diesem bis zum 1. März 1927 an. In der Regierung von Premier George Prendergast bekleidete er zwischen dem 18. Juli und dem 18. November 1924 die Ämter als Landwirtschaftsminister (Minister of Agriculture), Minister für Märkte (Minister of Markets) und als Eisenbahnminister (Minister of Railways). Am 14. April 1926 wurde er Nachfolger als von George Prendergast  Leader of the Labor Party in Victoria Parteivorsitzender und bekleidete diese Funktion bis zum 1. Juli 1932, woraufhin Tom Tunnecliffe neuer Parteivorsitzender wurde.
Am 1. April 1927 wurde „Ned“ Hogan für die Labor Party im neu geschaffenen Wahlkreis „Warrenheip and Grenville“ abermals Mitglied der Legislativversammlung und gehörte dieser bis zu seiner Wahlniederlage gegen den Labor-Politiker Raymond Hyatt am 1. April 1943 an. Nach dem Ende der Koalitionsregierung unter Premier John Allen von der National Party wurde Hogan am 20. Mai 1927 erstmals selbst Premier von Victoria. In seiner bis zum 22. November 1928 übernahm er zugleich die Ämter als Finanzminister (Treasurer) und erneut als Minister für Märkte.
Am 12. Dezember 1929 übernahm Hogan von William Murray McPherson von der Country Party zum zweiten Mal den Posten als Premier und hatte diesen bis zum 19. Mai 1932 inne, woraufhin Stanley Argyle von United Australia Party seine Nachfolge antrat. In seiner zweiten Regierung war er zwischen dem 12. Dezember 1929 und dem 19. Mai 1932 erneut Finanzminister und Minister für Märkte. Nachdem er 1932 aus der Labor Party ausgetreten war, gehörte er zunächst als Parteiloser der Legislativversammlung an, ehe er 1935 Mitglied der Country Party wurde. Im Anschluss wurde er am 2. April 1935 in die erste Regierung von Albert Dunstan von der United Australia Party berufen und bekleidete in dieser bis zum 14. September 1943 die Posten als Landwirtschaftsminister sowie als Bergbauminister (Minister of Mines).
Aus seiner 1917 geschlossenen Ehe mit Molly Conroy gingen drei Kinder hervor.

## Hintergrundliteratur
- M. M. McCallum: Ballarat and District Citizens and Sports at Home and Abroad, Ballarat, 1916
- B. D. Graham: The Formation of the Australian Country Parties, Canberra, 1966
- L. J. Louis: Trade Unions and the Depression, Canberra, 1968
- Don Garden: Victoria: A History, Thomas Nelson, Melbourne 1984, ISBN 978-0-17-005873-5
- Geoff Browne: A Biographical Register of the Victorian Parliament, 1900–84, Government Printer, Melbourne, 1985
- Raymond Wright: A People’s Counsel. A History of the Parliament of Victoria, 1856–1990, Oxford University Press, Melbourne, 1992, ISBN 978-0-19-553359-0
- Kate White: John Cain and Victorian Labour 1917–1957, Hale and Iremonger, Sydney 1982, ISBN 978-0-86806-026-2